# Hannoveri Királyság
A Hannoveri Királyság (németül:Königreich Hannover) egykori történelmi állam a mai Németország területén. Az államot 1814 októberében, a bécsi kongresszuson hozták létre, a napóleoni háborúk utáni restauráció részeként. 1815 júniusában 38 másik német állammal közösen megalapították a Német Szövetséget. A királyság uralkodói a Hannoveri-ház tagjai voltak, mely a Welf-ház egyik fiatalabb ága. 1837-ig perszonálunióban álltak Nagy-Britannia és Írországgal. 1866-ban a porosz–osztrák–olasz háborút követően a Porosz Királyság több másik német állammal együtt annektálta. Ezt követően a második világháború végéig porosz tartomány lett, majd rövid ideig a megszálló szövetséges csapatok hoztak létre belőle államot. Ebből alapították meg Alsó-Szászországot, mely Németország második legnagyobb területű szövetségi állama.

## Története

### Létrejötte
A királyság területén korábban a Német-római Birodalom több hercegsége is osztozott. 1679-ben Ernő Ágost braunschweig-lüneburgi herceg megszerezte a Hannover székhelyű Calenbergi Fejedelemséget is. Ernő Ágostot, I. Lipót császár szolgálatai jutalmául 1692. december 9-én választófejedelemmé tette. A következő évtizedekben a Braunschweig-Lüneburgi Választófejedelemség több területet is megszerzett. 1705-ig Hoyát, a Diepholzi Grófságot és a Lauenburgi Hercegséget kerültek a választófejedelem uralma alá. 1719-ben megvették a Svéd Királyságtól a Brémai és a Verdeni Hercegséget, 1803-ban pedig az Osnabrücki Püspökséget csatolták az államhoz. A napóleoni háborúk alatt előbb a poroszok, majd a franciák szállták meg a fejedelemséget, végül pedig felosztották Franciaország és a napóleoni Vesztfáliai Királyság között. A bécsi kongresszuson az államot visszaállították és királyság rangjára emelték. Emellett újabb területeket kapott, de Lauenburg nagy részét Dániának kellett átengednie, ezzel a Német Szövetség negyedik legnagyobb területű államává vált.

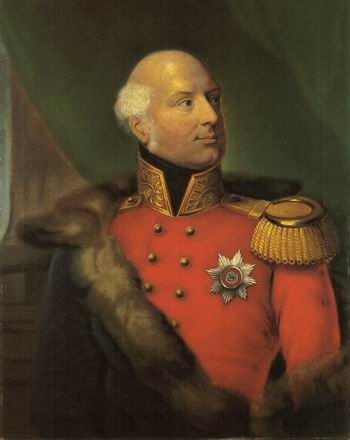
Adolf Frigyes cambridge-i herceg

### Perszonálunió Nagy-Britanniával
Ernő Ágost felesége, Zsófia pfalzi hercegnő I. Jakab angol király unokája volt. Mivel Anna brit királynőnek nem született gyermeke, az Act of Settlement (1701, magyarul: Törvény az egyezségről) értelmében Zsófia lett a brit trónörökös. 
Zsófia, halála miatt már nem ülhetett az angol trónra, ám fia, György Lajos 1714-ben az angol és skót korona egyesítésével az 1707-ben létrehozott Nagy-Britannia Egyesült Királyságának élére került, I. György néven, a Hanover-dinasztia első tagjaként. A perszonálunió egészen IV. Vilmos haláláig, 1837-ig fennállt. Vilmosnak ugyanis nem született fiú utódja, a hannoveri trónt viszont csak férfi ágon örökíthette tovább. Így míg a brit trón Viktóriához került, a hannoveri Vilmos öccséhez, Ernő Ágosthoz. IV. György és IV. Vilmos uralkodása alatt az országot ténylegesen öccsük, Adolf Frigyes cambridge-i herceg kormányozta, mint hannoveri alkirály. Ernő August trónrakerülése után Adolf Frigyes visszatért Angliába.

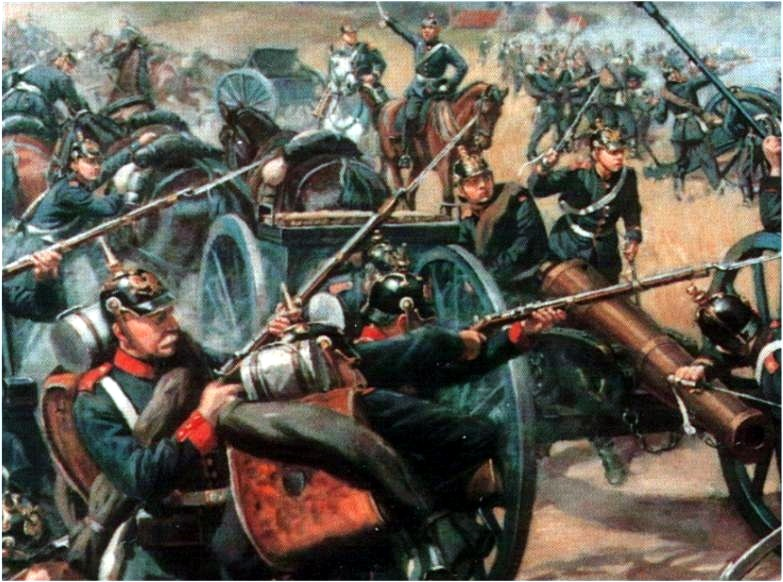
Festmény a langensalzai csatáról

### Osztrák–porosz háború
A Hannoveri Királyság az osztrák–porosz konfliktusban kezdetben semleges pozícióját próbálta őrizni, mint a legtöbb német állam. Ám a fegyveres harc 1866. június 14-ei kitörésekor az osztrákok oldalára állt. Június 27-én már döntő csatát vívtak Langensalza közelében a porosz csapatok ellen. A csatában Alexander von Arentschildt tábornok vezetésével a hannoveri csapatok győzelmet arattak a poroszok felett. Szövetségeseik, a Bajor Királyság és az Osztrák Császárság azonban lassan mozgósította csapatait, és a hannoveriek sem voltak elég mobilisak, így a poroszok meg tudták akadályozni, hogy a délnémet államok seregeiket összevonják. Poroszország így néhány nap alatt megszállta Hessent és Szászországot, a Hannoveri Királyság pedig alig két nappal langensalzai győzelme után, július 29-én letette a fegyvert.

A Hannoveri Állam zászlaja

Az 1866. augusztus 23-án aláírt prágai békeszerződés értelmében a Hannovert a Porosz Királyság annektálta, és tartománnyá szervezte.

### A 20. században
Hannover a második világháború végéig Poroszország része maradt. A világháború után a megszálló angol csapatok Hannoveri Állam néven öt hónapra feltámasztották az egykori királyságot, majd létrehozták Alsó-Szászországot, mely ma Németország második legnagyobb szövetségi állama.

## Uralkodók
Bővebben: Hannover uralkodóinak listája

### Királyok (1815–1866)

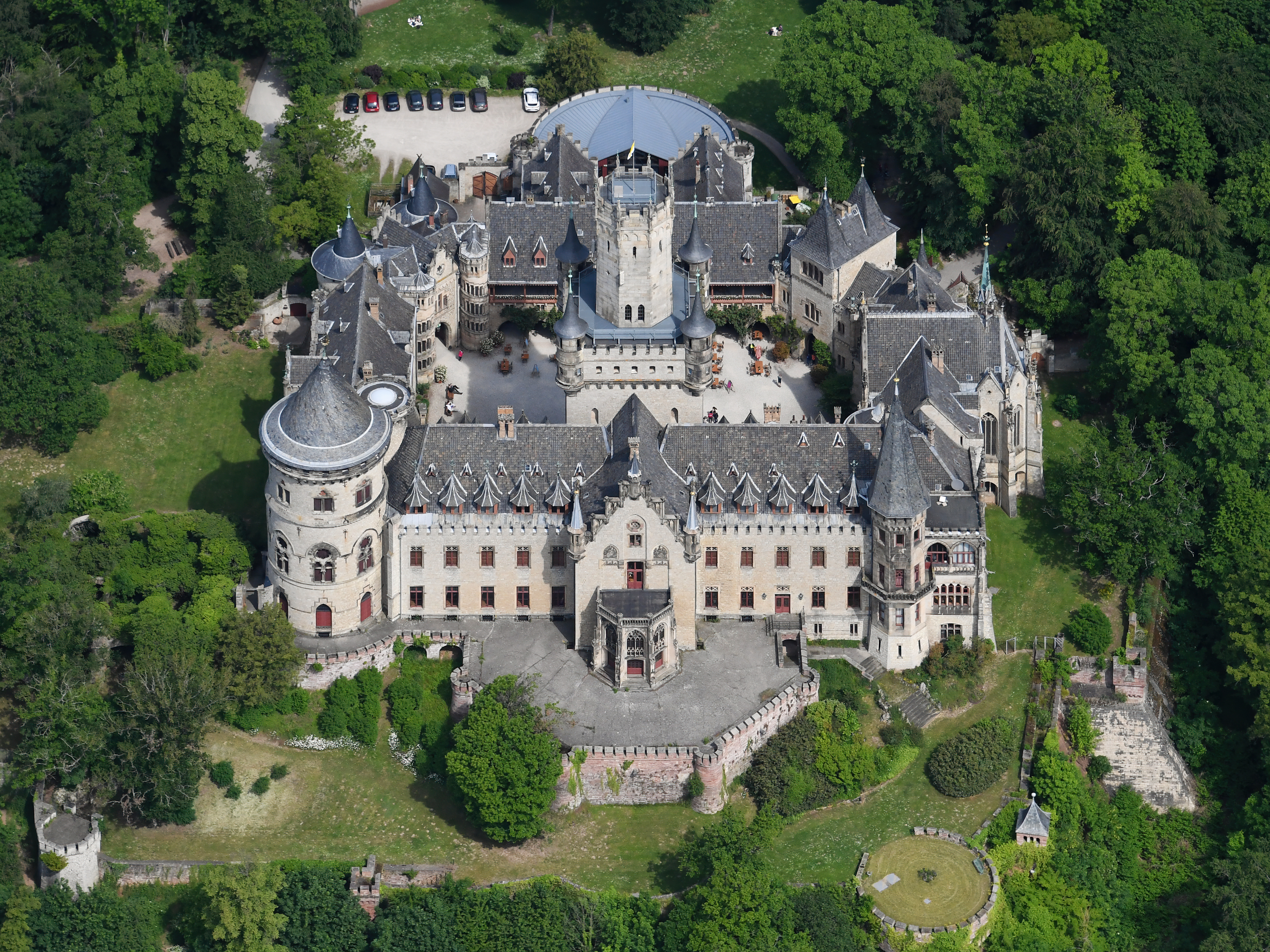
A Hannover-család jelenlegi székhelye, a marienburgi kastély

| Kép | Név                                 | Élt                                             | Uralkodás kezdete  | Uralkodás vége       | Öröklés                                        | Megjegyzés |
| --- | ----------------------------------- | ----------------------------------------------- | ------------------ | -------------------- | ---------------------------------------------- | --- |
|     | III. György németül: Georg III.     | 1738. június 4.– 1820. január 29. (81 éves)     | 1814. október 12.  | 1820. január 29.     | 1806-ig hannoveri választófejedelem            | az Egyesült Királyság uralkodója; 1816-tól Hannoverben fia, Adolf Frigyes képviselte, mint alkirály.                              |
|     | IV. György németül: Georg IV.       | 1762. augusztus 12.– 1830. június 26. (67 éves) | 1820. január 29.   | 1830. június 26.     | III. György fia                                | 1811-1820 régens herceg; az Egyesült Királyság uralkodója; Hannoverben öccse, Adolf Frigyes képviselte, mint alkirály.            |
|     | IV. Vilmos németül: Wilhelm IV.     | 1765. augusztus 21.– 1837. június 20. (71 éves) | 1830. június 26.   | 1837. június 20.     | III. György fia IV. György öccse               | az Egyesült Királyság uralkodója; Hannoverben öccse, Adolf Frigyes képviselte, mint alkirály; halálával megszűnt a perszonálunió. |
|     | Ernő Ágost németül: Ernst August I. | 1771 június 5.– 1851. november 15. (80 éves)    | 1837. június 20.   | 1851. november 18.   | III. György fia IV. György és IV. Vilmos öccse | |
|     | V. György németül: Georg V.         | 1819. május 27.– 1878. június 12. (59 éves)     | 1851. november 18. | 1866. szeptember 20. | Ernő Ágost fia                                 | a Porosz Királyság annektálta Hannovert.                                                                                          |

### Címzetes királyok (1866-napjainkig)
- V. György (1866. szeptember 20.-1878. június 12.)
- II. Ernő Ágost (1878. június 12.-1923. november 14.)
- III. Ernő Ágost (1923. november 14.-1953. január 30.)
- IV. Ernő Ágost (1953. január 30.-1987. december 9.)
- V. Ernő Ágost (1987. december 9.- napjainkig)